# Jahrbuch zur Liberalismus-Forschung
Le Jahrbuch zur Liberalismus-Forschung est un périodique d'histoire et de sciences politiques publié annuellement depuis 1989 et qui traite du libéralisme comme vision du monde, courant politique et ses organisations de manière interdisciplinaire.

## Mission
Le Jahrbuch zur Liberalismus-Forschung se veut - comme l'indique la préface du volume 1 - une "plate-forme pour la publication de contributions scientifiques sur l'histoire et la théorie du libéralisme. ... Il est ouvert à tous ceux qui se penchent sur le thème du libéralisme sur une base scientifique. ... Les voix critiques à l'égard du libéralisme ne sont évidemment pas exclues". Cette exigence programmatique est expressément confirmée après le changement d'éditeur de 2012.

## Éditeurs
Le Jahrbuch est publié au nom de la Fondation Friedrich-Naumann pour la liberté par Eckart Conze (de), Dominik Geppert (de), Joachim Scholtyseck (de) et Elke Seefried (de) en collaboration avec Jürgen Frölich et Ewald Grothe, et paraît depuis le début, c'est-à-dire depuis 1989, par Nomos Verlag (de), Baden-Baden. Le premier volume est édité par Hans-Georg Fleck (de), Jürgen Frölich et Beate-Carola Padtberg. Erich Weede (de) rejoint à partir de 2012. Entre-temps, le groupe de rédacteurs change plusieurs fois.
| Années      | Éditeurs |
| ----------- | --- |
| 1989-1990   | Hans-Georg Fleck, Jürgen Frölich et Beate-Carola Padtberg                                                               |
| 1991-1997   | Hans-Georg Fleck, Jürgen Frölich, Beate-Carola Padtberg et Holger Scheerer                                              |
| 1998        | Hans-Georg Fleck, Jürgen Frölich et Beate-Carola Padtberg                                                               |
| 1999-2001   | Birgit Bublies-Godau, Hans-Georg Fleck, Jürgen Frölich, Hans-Heinrich Jansen et Beate-Carola Padtberg                   |
| 2002-2010   | Birgit Bublies-Godau, Monika Faßbender, Hans-Georg Fleck, Jürgen Frölich, Hans-Heinrich Jansen et Beate-Carola Padtberg |
| 2011        | Birgit Bublies-Godau, Hans-Georg Fleck, Jürgen Frölich, Hans-Heinrich Jansen et Beate-Carola Padtberg                   |
| 2012-2016   | Eckart Conze, Jürgen Frölich, Ewald Grothe, Joachim Scholtyseck et Erich Weede                                          |
| depuis 2017 | Eckart Conze, Jürgen Frölich, Dominik Geppert, Ewald Grothe, Joachim Scholtyseck et Elke Seefried                       |

## Édition, auteurs, critiques, bibliographie
La rédaction de l'annuaire est assurée, entre autres, par des collaborateurs de la Fondation Friedrich-Naumann pour la liberté. La rédaction se trouve dans les Archives du libéralisme (de) à Gummersbach.
Les auteurs sont initialement principalement membres de l'ancien "Groupe de travail sur la recherche sur le libéralisme", qui comprend principalement des boursiers de la Fondation Naumann. Le cercle est ensuite élargi pour inclure des spécialistes en Allemagne et à l'étranger.
La partie détaillée des recensions du Jahrbuch est séparée en 2009 et intégrée dans l'offre Internet des Archives du libéralisme de la Fondation Friedrich-Naumann pour la liberté. Elle est également disponible sur la plateforme d'avis Recensio.net depuis 2010. Jusqu'en 2004, l' Jahrbuch contenait une « bibliographie du libéralisme » internationale.

## Accent sur le contenu
Les volumes du Jahrbuch se composent d'essais plus volumineux et de contributions plus petites (appelées miscellanées). La section « Forum » n'est pas incluse dans tous les numéros. À quelques exceptions près, toutes les contributions paraissent en allemand.
Les essais sur un sujet spécifique résultent généralement des conférences du colloque annuel sur le libéralisme des Archives du libéralisme.
Depuis 2003, les principaux sujets ont été :
- 2021 : Liberté, sécurité et désescalade - Libéralisme et guerre froide 1970-1990[6]
- 2020 : Libéraux et Constitution
- 2019 : Libéralisme et Paix
- 2018 : 200 ans de libéralisme en Rhénanie
- 2017: L'ère Genscher - Lambsdorff 1969–1992
- 2016 : les libéraux entre idéal et politique réelle
- 2015 : Libéralisme allemand et Bismarck
- 2014 : Le libéralisme et la Première Guerre mondiale
- 2013 : Libéralisme et courage moral
- 2012 : Culture libérale du souvenir
- 2011 : 150 ans de Friedrich Naumann
- 2010 : La politique étrangère libérale au XXe siècle
- 2009 : Lieux de mémoire du libéralisme
- 2008 : Six Décennies Parti libéral-démocrate (fédéral)
- 2007 : Eugen Richter et le libéralisme de son temps
- 2006 : Le libéralisme et la Commune
- 2005 : Libéraux et Résistance
- 2004 : Risorgimento
- 2003 : Biographie et recherche historique sur le libéralisme